# Iann Dior
Майкл Иан Олмо (родился 25 марта 1999 года), более известный как Iann Dior (стилизовано под строчные буквы) — американский певец, рэпер и автор песен, родившийся в Пуэрто-Рико. Он стал набирать популярность в 2019 году, благодаря песням «Emotions» и «Molly». В 2019 году был выпущен дебютный студийный альбом Industry Plant. В 2020 году он участвовал на песне 24kGoldn «Mood», которая достигла первого места в чарте Billboard Hot 100.

## Ранняя жизнь
Майкл Иан Олмо родился 25 марта 1999 года в Аресибо, Пуэрто-Рико в семье Томми и Анабель Олмо.

## Дискография

### Студийные альбомы
| Название                                                                                 | Детали | Высшая позиция в чарте | Высшая позиция в чарте |
| Название                                                                                 | Детали | US                     | CAN                    |
| ---------------------------------------------------------------------------------------- | --- | ---------------------- | ---------------------- |
| Industry Plant                                                                           | - Выпущен: 8 ноября 2019 года - Лейблы: WorldWide Records, Internet Money Records, 10K Projects - Форматы: Цифровая загрузка, стриминг | 44                     | 51                     |
| on the better things                                                                     | - Выпущен: 21 января 2022 года - Лейбл: 10k Projects - Форматы: цифровая загрузка, стриминг                                            | —                      | —                      |
| «—» обозначает запись, которая не попала в чарт или не была выпущена на этой территории. | |                        |                        |

### Мини-альбомы
| Название | Детали | Высшая позиция | Высшая позиция | Высшая позиция |
| Название | Детали | US             | CAN            | NZ             |
| -------- | --- | -------------- | -------------- | -------------- |
| I’m Gone | - Выпущен: 12 июня 2020 года - Лейблы: Internet Money Records, 10K Projects - Форматы: Цифровая загрузка, стриминг | 45             | 37             | 40             |

### Микстейпы
| Название                  | Детали                                                                                      |
| ------------------------- | ------------------------------------------------------------------------------------------- |
| Nothings Ever Good Enough | - Выпущен: 12 апреля 2019 года - Лейбл: 10K Projects - Форматы: Цифровая загрузка, стриминг |

### Синглы

#### Как главный исполнитель
| Название                                                                                 | Год  | Высшая позиция | Высшая позиция | Высшая позиция | Высшая позиция | Сертификация       | Альбом                |
| Название                                                                                 | Год  | US Bub.        | US R&B /HH     | US Rock        | NZ Hot         | Сертификация       | Альбом                |
| ---------------------------------------------------------------------------------------- | ---- | -------------- | -------------- | -------------- | -------------- | ------------------ | --------------------- |
| «Gone Girl» (при участии Trippie Redd)                                                   | 2019 | —              | —              | —              | 13             | - RIAA: Золотой    | Industry Plant        |
| «What Is Real»                                                                           | 2019 | —              | —              | —              | —              | Внеальбомный сингл | Industry Plant        |
| «Pouring»                                                                                | 2019 | —              | —              | —              | —              | Внеальбомный сингл | Внеальбомный сингл    |
| «Strings» (при участии Gunna)                                                            | 2019 | —              | —              | —              | —              | Внеальбомный сингл | Industry Plant        |
| «Good Day»                                                                               | 2020 | —              | —              | —              | 33             | Внеальбомный сингл | I’m Gone              |
| «Sick and Tired» (при участии Machine Gun Kelly и Трэвиса Баркера)                       | 2020 | 15             | —              | 3              | 9              | Внеальбомный сингл | I’m Gone              |
| «Prospect» (при участии Lil Baby)                                                        | 2020 | 8              | 50             | —              | 27             | - RIAA: Золотой    | I’m Gone              |
| «Lose Somebody» (with Jack Gilinsky)                                                     | 2020 | —              | —              | —              | —              | Внеальбмный сингл  | TBA                   |
| «Holding On»                                                                             | 2020 | —              | —              | —              | 14             | Внеальбмный сингл  | TBA                   |
| «Fuck Up» (совместно с Tristan.)                                                         | 2021 | —              | —              | —              | —              | Внеальбмный сингл  | Meet Me in Rockbottom |
| «let you»                                                                                | 2021 | —              | —              | —              | 18             |                    | on the better things  |
| «—» обозначает запись, которая не попала в чарт или не была выпущена на этой территории. |      |                |                |                |                |                    |                       |

#### Как гостевой исполнитель
| Название                                                                                 | Год  | Высшая позиция | Высшая позиция | Высшая позиция | Высшая позиция | Высшая позиция | Высшая позиция | Высшая позиция | Высшая позиция | Высшая позиция | Высшая позиция | Сертификация                                                                  | Альбом                       |
| Название                                                                                 | Год  | US             | US Rock        | AUS            | CAN            | IRE            | NLD            | NZ             | SWE            | UK             | WW             | Сертификация                                                                  | Альбом                       |
| ---------------------------------------------------------------------------------------- | ---- | -------------- | -------------- | -------------- | -------------- | -------------- | -------------- | -------------- | -------------- | -------------- | -------------- | ----------------------------------------------------------------------------- | ---------------------------- |
| «Come Again» (Bernard Jabs при участии Iann Dior)                                        | 2019 | —              | —              | —              | —              | —              | —              | —              | —              | —              | —              |                                                                               | Внеальбомный сингл           |
| «I Can’t Sleep» (Poorstacy при участии Iann Dior)                                        | 2020 | —              | —              | —              | —              | —              | —              | —              | —              | —              | —              |                                                                               | The Breakfast Club           |
| «Too Much» (Zoahh при участии Iann Dior)                                                 | 2020 | —              | —              | —              | —              | —              | —              | —              | —              | —              | —              |                                                                               | Graduation                   |
| «Mood» (24kGoldn при участии Iann Dior)                                                  | 2020 | 1              | 1              | 1              | 1              | 1              | 1              | 1              | 1              | 1              | 2              | - RIAA: 3× платиновый - ARIA: 2× платиновый - BPI: Золотой - RMNZ: Платиновый | El Dorado                    |
| «Ego» (Carlie Hanson при участии Iann Dior)                                              | 2020 | —              | —              | —              | —              | —              | —              | —              | —              | —              | —              |                                                                               | DestroyDestroyDestroyDestroy |
| «Tonight» (Jxdn при участии Iann Dior)                                                   | 2020 | —              | 29             | —              | —              | —              | —              | —              | —              | —              | —              |                                                                               | Внеальбомный сингл           |
| «Higher» (Clean Bandit при участии Iann Dior)                                            | 2021 | —              | —              | —              | —              | 67             | —              | —              | —              | 66             | —              |                                                                               | TBA                          |
| «Happy Endings» (Mike Shinoda при участии Iann Dior и UPSAHL)                            | 2021 | —              | —              | —              | —              | —              | —              | —              | —              | —              | —              |                                                                               | TBA                          |
| «—» обозначает запись, которая не попала в чарт или не была выпущена на этой территории. |      |                |                |                |                |                |                |                |                |                |                |                                                                               |                              |

### Другие песни в чарте
| Название                                                                                 | Год  | Высшая позиция | Высшая позиция | Сертификация    | Альбом                         |
| Название                                                                                 | Год  | US Rock        | NZ Hot         | Сертификация    | Альбом                         |
| ---------------------------------------------------------------------------------------- | ---- | -------------- | -------------- | --------------- | ------------------------------ |
| «Emotions»                                                                               | 2019 | —              | —              | - RIAA: Золотой | Nothings Ever Good Enough      |
| «Darkside» (при участии Трэвис Баркер)                                                   | 2019 | —              | 36             |                 | Industry Plant                 |
| «Paradise»                                                                               | 2020 | —              | 30             |                 | I’m Gone                       |
| «Pretty Girls»                                                                           | 2020 | —              | 21             |                 | I’m Gone                       |
| «Lost Me» (Internet Money при участии Lil Mosey, Lil Skies и Iann Dior)                  | 2020 | —              | 28             |                 | B4 the Storm                   |
| «Nothing Inside» (Machine Gun Kelly при участии Iann Dior)                               | 2020 | 20             | —              |                 | Tickets to My Downfall         |
| «Honest» (Phem при участии Iann Dior)                                                    | 2020 | —              | —              |                 | How U Stop Hating Urself Pt. 1 |
| «—» обозначает запись, которая не попала в чарт или не была выпущена на этой территории. |      |                |                |                 |                                |

### Гостевые участия
| Название            | Год  | Другой исполнитель                   | Альбом                         |
| ------------------- | ---- | ------------------------------------ | ------------------------------ |
| «One Love One Life» | 2019 | 1kLove                               | One Love One Life              |
| «Run Away»          | 2020 | Kierra Luv                           | Take It or Leave It            |
| «Irregular»         | 2020 | Zoahh                                | Graduation                     |
| «Trust You»         | 2020 | Zoahh                                | Graduation                     |
| «Forget»            | 2020 | Kyle, Trippie Redd, The Drums        | See You When I Am Famous       |
| «Lost Me»           | 2020 | Internet Money, Lil Mosey, Lil Skies | B4 the Storm                   |
| «Nothing Inside»    | 2020 | Machine Gun Kelly                    | Tickets to My Downfall         |
| «Like Me»           | 2020 | $NOT                                 | Beautiful Havoc                |
| «Baby»              | 2020 | DJ Scheme                            | Family                         |
| «Honest»            | 2020 | Phem                                 | How U Stop Hating Urself Pt. 1 |

## Фильмография
| Год  | Название       | Роль  | Примечания |
| ---- | -------------- | ----- | ---------- |
| 2021 | Downfalls High | Камео | [ 57 ]     |

### Аудио
| Год  | Название          | Роль  | Примечания |
| ---- | ----------------- | ----- | ---------- |
| 2020 | Halloween in Hell | Камео | [ 58 ]     |